# 葉公済
葉公済（しょう こうさい、朝: 섭공제; ソプ コンジェ）は、中国宋の翰林学士であり、朝鮮氏族の慶州葉氏の始祖である。
中国宋の翰林学士を務めたが、戦乱が起こることを予期して高麗に亡命し、全羅道の潭陽に定住し、高宗から官職を下賜された。
元の高麗侵攻の時、元軍が葉公済のもとに迫って来たので、慶尚道の慶州を経て、江原道の江陵に隠棲した。学問に没頭して後進を育成し、晩悟先生と呼ばれた。